# 小行星19577
小行星19577（19577 Bobbyfisher）是一颗绕太阳运转的小行星，为主小行星带小行星。该小行星于1999年6月9日发现。

## 轨道参数
小行星19577的轨道半长轴为2.2350223 UA，离心率为0.085。